# Federico Limon
Federico G. Limon SVD (* 3. Oktober 1915 in Mangaldan, Pangasinan; † 13. Juni 1996) war ein philippinischer römisch-katholischer Geistlicher und zwischen 1973 und 1991 Erzbischof von Lingayen-Dagupan.

## Leben
Limon wurde am 14. Mai 1942 zum Priester geweiht und war anschließend rund dreißig Jahre lang als Geistlicher für die Steyler Missionare tätig.
Am 7. Januar 1972 erfolgte seine Ernennung zum Koadjutor des Erzbistums Lingayen-Dagupan sowie zum Titularbischof von Aquaviva. Eine Woche später erfolgte am 13. Februar 1972 seine Bischofsweihe durch Papst Paul VI. Mitkonsekratoren waren Bernard Jan Kardinal Alfrink, Erzbischof von Utrecht, sowie William Kardinal Conway, Erzbischof von Armagh.
Ein Jahr später wurde Limon am 7. Februar 1973 Nachfolger von Mariano Madriaga als Erzbischof von Lingayen-Dagupan und bekleidete dieses Amt bis zu seiner Emeritierung am 15. Juli 1991. Nachfolger wurde daraufhin Oscar V. Cruz, der frühere Erzbischof von San Fernando.
Als Erzbischof war er Mitkonsekrator bei den Bischofsweihen von Miguel Cinches 1973, Simeon O. Valerio 1974, Jesus Aputen Cabrera 1980, Vicente C. Manuel 1983 sowie Florentino Ferrer Cinense 1984.